# Depo Darnycja
Depo Darnycja (ukrajinsky Електродепо «Да́рниця», Elektrodepo Darnycja) je nejstarší depo kyjevského metra. Nachází se na Svjatošynsko-Brovarské lince a bylo otevřeno 5. listopadu 1965 po prodloužení linky přes řeku Dněpr. Z depa vede vlečka od železniční stanice Kyjiv-Dniprovskyj, z vlečky přejíždí soupravy metra do depa.

## Historie
Před prodloužením první linky přes Dněpr parkovaly soupravy v tunelech či v provizorním depu u stanice metra Dnipro. Depo bylo otevřeno po prodloužení linky v roce 1965. Mezi lety 1976 až 1988 zde vyjížděly i soupravy druhé linky metra, později se otevřelo depo Oboloň na druhé lince. 

### Soupravy metra v depu
- E
- Ež
- Ema
- 81-717
- E-KM

Speciální kolejová vozidla:
- Historická souprava metra D
- Nákladní vůz z soupravy metra E